# ماكس ماير (رياضي)
ماكس ماير (و. 1926  م) هو رياضي سويسري، ولد في زيورخ.

## روابط خارجية
- ماكس ماير على موقع أرشيف الدراجات (الإنجليزية)